# Moisés Selman
Moisés Eduardo Selman Lama (Talcahuano, Provincia de Concepción, 1946) es un médico, académico e investigador chileno nacionalizado mexicano. Se ha especializado en Neumología y en la investigación de las enfermedades fibrosantes del pulmón.

## Estudios
Concluyó la licenciatura en medicina en la Universidad de Concepción, después del golpe de Estado de 1973 se exilió en México en donde cursó la especialidad en Neumología en el Centro Médico Nacional del Instituto Mexicano del Seguro Social (IMSS) y una maestría en Ciencias Bioquímicas en la Facultad de Medicina de la Universidad Nacional Autónoma de México (UNAM). Se nacionalizó mexicano en 1996.

## Investigador y académico
Desde 1978 colabora en el Instituto Nacional de Enfermedades Respiratorias “Ismael Cosío Villegas” (INER) en el cual se ha desempeñado como director de Investigación. En 1993 obtuvo la beca Guggenheim por la John Simon Guggenheim Memorial Foundation.  Pertenece al Sistema Nacional de Investigadores desde 1984 y es investigador nivel III desde 1993. Es miembro del Consejo Consultivo de Ciencias de la Presidencia de la República. Es miembro del Consejo Científico de la Pulmonary Fibrosis Foundation y desde 1992 ha sido gobernador para México del American College of Chest Physicians. Es, además, miembro de la American Thoracic Society y de la European Respiratory Society.
Mediante modelos experimentales ha investigado los padecimientos respiratorios causados por enfermedades fibrosantes que se caracterizan por destruir la parénquima pulmonar y que provocan insuficiencia respiratoria. Fue uno de los primeros investigadores en demostrar que la neumonitis por hipersensibilidad puede progresar a fibrosis con la subsecuente destrucción de las células pulmonares.

## Obras publicadas
Ha escrito más de doscientos artículos para revistas nacionales e internacionales, treinta y cinco capítulos para libros colectivos y dos libros:
- Interstitial Pulmonary Diseases: Selected Topics, coautor, en 1991.
- Neumopatías intersticiales difusas en 1996.

## Premios y distinciones
A lo largo de su trayectoria profesional ha recibido varios premios y distinciones, entre ellos:
- Premio de Investigación Médica “Dr. Jorge Rosenkranz” en 1985.
- Premio Glaxo durante el XXIII Congreso Panamericano de la Unión Latinoamericana de Sociedades de Tisiología y IV Conferencia Regional Latinoamericana de la Unión Internacional contra la Tuberculosis y Enfermedades Respiratorias en 1987.
- Premio “Aida Weiss” por sus investigaciones en cáncer en 1988 y 1990.
- Premio “Antonio López Silanes S.” en 1989.
- Premio “Doctor Miguel Otero” de Investigación Clínica por la Secretaría de Salud de México en 1991.
- Premio de Investigación Fundación Glaxo Wellcome en 1995.
- Premio “Salas Peyró” por la Facultad de Medicina de la UNAM en 1998.
- Conferencia Manuel Ablertat Memorial Honor Lecture por el American College of Chest Physicians, impartida en Chicago en 1999.
- Premio Canifarma en 2001.
- Premio Scopus por ser el científico mexicano más citado otorgado por la editorial Elsevier en 2007.
- Premio Nacional de Ciencias y Artes en el área de Ciencias Físico-Matemáticas y Naturales por la Secretaría de Educación Pública de México en 2008.
- Recognition Award for Scientific Achievment por la American Thoracic Society de Estados Unidos en 2009.